# Sylvie Maurial
Sylvie Maurial, née le 19 septembre 1949 à Paris, est une skieuse nautique française. Elle remporte une médaille d'or et une médaille de bronze aux Jeux olympiques d'été de 1972 à Munich, respectivement en saut et en figures ; cependant, le ski nautique est alors un sport de démonstration, et les résultats ne sont donc pas comptabilisés officiellement. Elle remporte également un titre de championne du monde en slalom en 1973 et cinq titres de championnes d'Europe entre 1971 et 1973.
Elle se voit décerner en 1973 le prix Monique Berlioux récompensant la sportive à la performance la plus remarquable de l’année écoulée.
Elle est la femme de Jean-Michel Jamin et la mère de Géraldine Jamin.